# 力合村
力合村（りきごうむら）は、熊本県の北部、飽託郡にかつてあった村である。

## 地理
- 河川：天明新川

## 歴史
- 1874年 - 椎田村、池端村、今村、刈草村が合併し八幡村となる。
- 1889年4月1日 - 町村制が施行。島新村、島村、荒尾村、合志村、白藤村、八幡村が合併して発足。
- 1892年 - 飽田郡と託麻郡が合併し飽託郡となる。
- 1940年12月1日 - 熊本市に編入。

## 学校
- 力合小学校（のちの力合尋常小学校、現在の熊本市立力合小学校）